# Przeciążenie pracą
Przeciążenie pracą (ang. work-overload) – objaw przekroczenia możliwości adaptacyjnych organizmu. Przeciążenie zawsze wiąże się z przekroczeniem punktu krytycznego, poza którym nie ma już dla organizmu człowieka żadnych pozytywów, lecz wyłącznie skutki patologiczne. Przeciążenie pracą dzieli się na ilościowe i jakościowe. Ponieważ przeciążenie ilościowe ma w większej mierze charakter obiektywny, niezależny od percepcji cech osobowych pracownika, a obciążenie jakościowe w większej części ma charakter subiektywny, mówi się również o obiektywnym i subiektywnym przeciążeniu pracą. W komunikacie opublikowanym przez Centrum Badania Opinii Społecznej w 2012 roku, dotyczącym przemocy i konfliktów w domu, przeciążenie pracą zostało wskazane jako jedna z przyczyn nieporozumień w domu. Uznaje się je także jako jedną z przyczyn absencji pracowniczej w organizacjach.

## Przeciążenie ilościowe
Przeciążenie ilościowe (obiektywne) – kryterium podziału są obiektywne wskaźniki ilościowe pracy. O przeciążeniu ilościowym mówi się głównie wtedy, gdy pracy jest „zbyt dużo”. Ma ono przede wszystkim charakter obiektywny, niezależny od cech osobowych pracownika. 
Obiektywne przeciążenie pracą negatywnie wpływa na zdrowie fizyczne. Przyjmuje się, że prace, zawody lub role organizacyjne związane z ilościowym przeciążeniem są dotknięte wysokim ryzykiem pojawienia się zaburzeń wieńcowych. Osoby pracujące w nadmiernym wymiarze godzin, lub wykonujące pracę ponad etat charakteryzują się większą zachorowalnością i śmiertelnością na zaburzenia wieńcowe. Co więcej, obiektywne przeciążenie pracą może także powodować wzrost poziomów surowicy korowej oraz poziomów korowosterydowych. Badania dotyczące ilościowego przeciążenia pracą dowodzą również występowanie wyraźnie wyższych poziomów cholesterolu u osób, które doświadczają efektu nadmiaru pracy; zaobserwowano to między innymi w zawodach, które związane są z wykonywaniem zadań na dokładnie wyznaczony termin.

## Przeciążenie jakościowe
Przeciążenie jakościowe (subiektywne) – kryterium podziału są obiektywne parametry pracy, przefiltrowane przez indywidualne cechy zaangażowanego w pracę podmiotu. O przeciążeniu subiektywnym mówi się wtedy, gdy praca jest „zbyt trudna”. Do obciążenia jakościowego dochodzi w trzech typach sytuacji:
- wymagania zadań są zbyt wysokie w stosunku do zdolności i możliwości jednostki (głównie występuje u osób, których zadanie polega na kierowaniu ludźmi, np. zjawisko nerwicy kierowników),
- występuje rozbieżność między wyidealizowanym obrazem roli zawodowej, a faktycznym zakresem wykonywanej pracy,
- zadania pracy są zbyt łatwe w stosunku do oczekiwań i możliwości jednostki (najbardziej dotyka pracowników fizycznych).

Jakościowe przeciążenie pracą pociąga za sobą konsekwencje głównie w obszarze zdrowia psychicznego. Wyznaczniki jakościowego obciążenia pracą to:
- rola pełniona w organizacji – zespół zadań, jakie jednostka wykonuje w społecznym podziale pracy, wyznacza miejsce i rangę człowieka w organizacji. Rola pełniona w organizacji stanowi ładunek silnie patogenny, ponieważ determinuje stopień osiąganej przez pracownika kontroli nad obowiązkami pracy, otoczeniem fizycznym i samym sobą[2],
- wieloznaczność roli – występuje wtedy, gdy pracownik jest źle poinformowany o swoich obowiązkach, nie posiada jasności co do zakresu własnych obowiązków, odpowiedzialności za powierzone mu funkcje[2],
- konflikt ról – występuje w przypadku sprzecznych oczekiwań w odniesieniu do kryteriów zadania, konieczności wykonywania zadań niechcianych, nielubianych i sprzecznych z etosem pracy, konieczności wykonywania zadań, które nie należą do zakresu obowiązków związanych z podejmowaną przez podmiot rolą[2],

- odpowiedzialność – wyróżnia się jej dwie odmiany – za ludzi oraz za rzeczy. Odpowiedzialność za ludzi jest cechą silnie patogenną – oprócz różnych form destabilizacji zdrowia psychicznego w istotny sposób przyczynia się do powstawania zaburzeń psychosomatycznych. Odpowiedzialność za rzeczy nie wywołuje zmian psychosomatycznych[2],
- przebieg kariery zawodowej – szkodliwe napięcia związane z przebiegiem kariery zawodowej: niepewność, czyli obawa przed redukcją etatów, dezaktualizacja kwalifikacji zawodowych lub wcześniejsze przeniesienie w stan spoczynku, niezgodność statusu, czyli niedopasowanie tempa awansu do tempa rozwoju osobistego lub osiągnięcie pułapu w karierze zawodowej z powodów zewnętrznych lub psychologicznych[2],
- struktura i klimat organizacji – klimat organizacyjny oddziałuje na zdrowie pracownicze poprzez mechanizm wsparcia społecznego ze strony zwierzchników, współpracowników i podwładnych[2],
- zadowolenie z pracy – kluczowe kryterium zdrowia psychicznego, korelat niemal wszystkich innych wskaźników i symptomów jak samooceny, alienacji, depresji, irytacji. Wysokie wskaźniki depresji czy alienacji korelują pozytywnie ze wskaźnikami niezadowolenia z pracy. Jak pokazały badania takie zachowania jak: nałogowe palenie tytoniu, alkoholizowanie się oraz narkotyzowanie wykazują mało znaczące zależności z niezadowoleniem z pracy[2].

## Przeciążenie pracą a stres w pracy zawodowej
Stres zawodowy to stres przeżywany w miejscu pracy, któremu towarzyszą zarówno czynniki obiektywne, jak i subiektywne. Wyróżnia się różne klasyfikacje stresorów związanych z pracą zawodową. Jedną z takich klasyfikacji przedstawia Z. Ratajczak, zaliczając do nich między innymi przeciążenie pracą fizyczną, tj. nałożenie na pracownika nadmiernych zadań wymagających wysiłku fizycznego i prowadzącego do wyczerpania się jego sił, oraz jakościowe przeciążenie pracą, polegające na wykonywaniu zadań złożonych, niejasnych, konfliktowych.

## Przeciążenie pracą a wypalenie zawodowe
Przeciążenie pracą (w rozumieniu ilościowym: zbyt dużo zadań i niewystarczające zasoby) ma silny związek z wypaleniem zawodowym. Uważa się je za najczęstszą przyczynę wypalenia. Powoduje ono zmniejszenie zdolności jednostki do sprostania wymaganiom stawianym jej w pracy. Dotyczy to sytuacji, w których dana osoba nie ma możliwości odpoczynku, dojścia do siebie po intensywnym wysiłku zarówno w pracy, jak i w domu. Wypalenie zawodowe występuje wtedy, gdy przeciążenie jest stałym warunkiem pracy, a jednostka nie może odpocząć, odzyskać sił i równowagi.